# 1798

## Esdeveniments
Països Catalans
- 15 de novembre - Menorca: l'exèrcit britànic ocupa l'illa que estava en mans franceses durant l'ocupació de Menorca de 1798 en el context de la Segona Coalició en les guerres Napoleòniques.

Resta del món
- 2 d'agost - Abukir (Egipte): La marina britànica guanya la batalla del Nil contra les forces de Napoleó Bonaparte en la Campanya napoleònica d'Egipte i Síria.
- 5 de desembre - Luxemburg i els Països Baixos del Sud: Els revolucionaris francesos van guanyar la Guerra dels Camperols.
- Els francesos ocupen Malta i ataquen els Estats Pontificis.
- Thomas Malthus publica els primers escrits (anònims) sobre la població.
- Es descobreix l'electricitat.
- Fundació de Los Angeles.
- William Goldwin publica el seu manifest a favor dels drets de la dona, una fita per al feminisme.
- Descobert el daltonisme.
- Es prova la primera vacuna.
- Santō Kyōden publica llibre amb vinyetes (Shiji no yukikai), un dels primers mangues de la història.
- La Sensible es capturada per la Royal Navy i passant al servei actiu com a HMS Sensible

## Naixements
Països Catalans
- 4 de novembre, Barcelona: Bonaventura Carles Aribau, escriptor, economista, polític, taquígraf i funcionari català.

Resta del món
- 29 de juny, Recanati: Giacomo Leopardi, escriptor i filòsof, el principal poeta del romanticisme italià (m. 1837).[1]
- 26 d'abril - Charenton (Saint-Maurice, Val-de-Marne), França: Eugène Delacroix, pintor francès del moviment romàntic (m. 1863).[2][3]
- 13 de desembre, Mataró: Jaume Isern i Colomer, organista, pedagog i compositor mataroní.

## Necrològiques
Països Catalans
Resta del món
- 4 de juny - Castell de Dux, Bohèmia, Giacomo Casanova, escriptor i aventurer italià (n. 1725).[4]

- 4 de desembre - Bolonya: Luigi Galvani, fisiòleg italià.

- Cayetana de la Cerda y Vera, aristòcrata espanyola, lligada a la il·lustració.